# ふたばの教室
『ふたばの教室』（ふたばのきょうしつ）は、八神健による日本の学園漫画である。『ヤングアニマル』（白泉社）で2006年No.9から2006年No.24まで連載された。単行本は全2巻（全16話）。話数カウントは「すてっぷ○」
外見が幼く、小学生のように見える小学校教師・皆実双葉がクラスに巻き起こるさまざまな問題に対し、時に真剣に、時に楽しく打ち込んでいく姿を描いた作品である。

## 概要
元々は『ヤングアニマル』の増刊号である『ヤングアニマルあいらんど』のno.4（2004年12月発売）にて1話限りの読切として掲載された『まほうせんせい』（『ふたばの教室』1巻に収録）が、いわばパイロット版となっている。この作品では、双葉の所属するクラス（5年3組）が学級崩壊を起こしており、本来の担任である女性の教師が担任を辞任して無期限休業することになり、女性教師の後任として男性教師・大芝が着任するところから物語が始まる。大芝は豊かな髭を蓄え、シルクハットを被ってブラック・ジャックばりのリボンタイを締めているという手品師のようないでたちをしている教師で、学級崩壊を起こしていた5年3組をいとも簡単に纏め上げる。手品のタネを授業内容に密かに盛り込ませることによって、生徒たちが自ら考え、1を聞いて10を知る力を身に付けさせることを目的としていた。所謂「スプーン曲げ」のタネが梃子の原理を応用したものであることを授業を通して解明した双葉は、難しい問題を解くことの面白さ、みんなで協力して一緒に解決する連帯感が如何に大事なことであるかを知り、それを教えてくれた大芝のような先生になりたいと思い、教師を志すことを決意。後年、晴れて教師になり、赴任先の小学校に初出勤する日までを描いた作品であった。
『ふたばの教室』は、双葉が教師になってからの物語であり、連載開始前の仮タイトルは『双葉せんせいの教室』だった。

## 登場人物
皆実 双葉（みなみ ふたば）
本作の主人公で東京都立みのり小学校の5年3組担任教師。容姿からはとてもそうは見えないが23歳である。
身長は詳しく公表されてはいないが140cm弱、バストサイズはトップバスト71cm、アンダーバスト66cmのAAAカップ（女子生徒達によって採寸された時点では着用したことが無かった。しかし矯正下着と思われるブラジャーを着用した際には胸の谷間が出来ていた）。
日頃から頻繁に未成年と勘違いされるため、運転免許証、保険証、住民票の写し、大学の卒業証書などありったけの身分証明書を常時携帯している。見た目に反して運動神経がそうとう良く、鉄棒が得意で大車輪やムーンサルトなどが出来る。
土橋（どばし）
東京都立みのり小学校の5年3組の副担任。下の名前は不明。双葉とは対照的な非常に大柄で強面な男性教師。
生徒たちを「ガキども」と呼称し、子供を憎んでいるような言動があったが、その原因は重々しい過去の出来事にあった。しかしそのことを乗り越えて教師を続けているため、根は良い教師である。
下戸であり、盃一杯の日本酒を呑んだだけで意識を失う。

## 書誌情報
- 八神健 『ふたばの教室』 白泉社〈ジェッツコミックス〉、全2巻
  1. 2006年12月27日発売、ISBN 978-4-5921-4361-1
  2. 2007年3月29日発売、ISBN 978-4-5921-4362-8